# アンシェリ
株式会社アンシェリ（英: Ancheri inc.）は、日本の声優事務所。

## 概要
2025年3月設立、同3月31日にリンク・プランの声優マネジメントの廃止に伴い、同事業を引き継ぐ形で4月1日より正式に業務を開始し、前日より公式サイトも開設、リンク・プラン時代には存在しなかった公式Xも同様に開設された。
なお、所属声優については全員リンク・プランの事業廃止時からそのまま継続しての所属となる。
また、2025年以降のプロ・フィット声優養成所の卒業生はアンシェリ所属となる予定である。

## 所属声優

### 男性
- 中山祥徳（預かり）
- 下田健太郎（預かり）

### 女性
- 大西亜玖璃
- 高尾奏音
- 竹達彩奈
- 山田美鈴
- 櫻井陽菜（預かり）
- 山田美沙希（預かり）